# Cuberdon

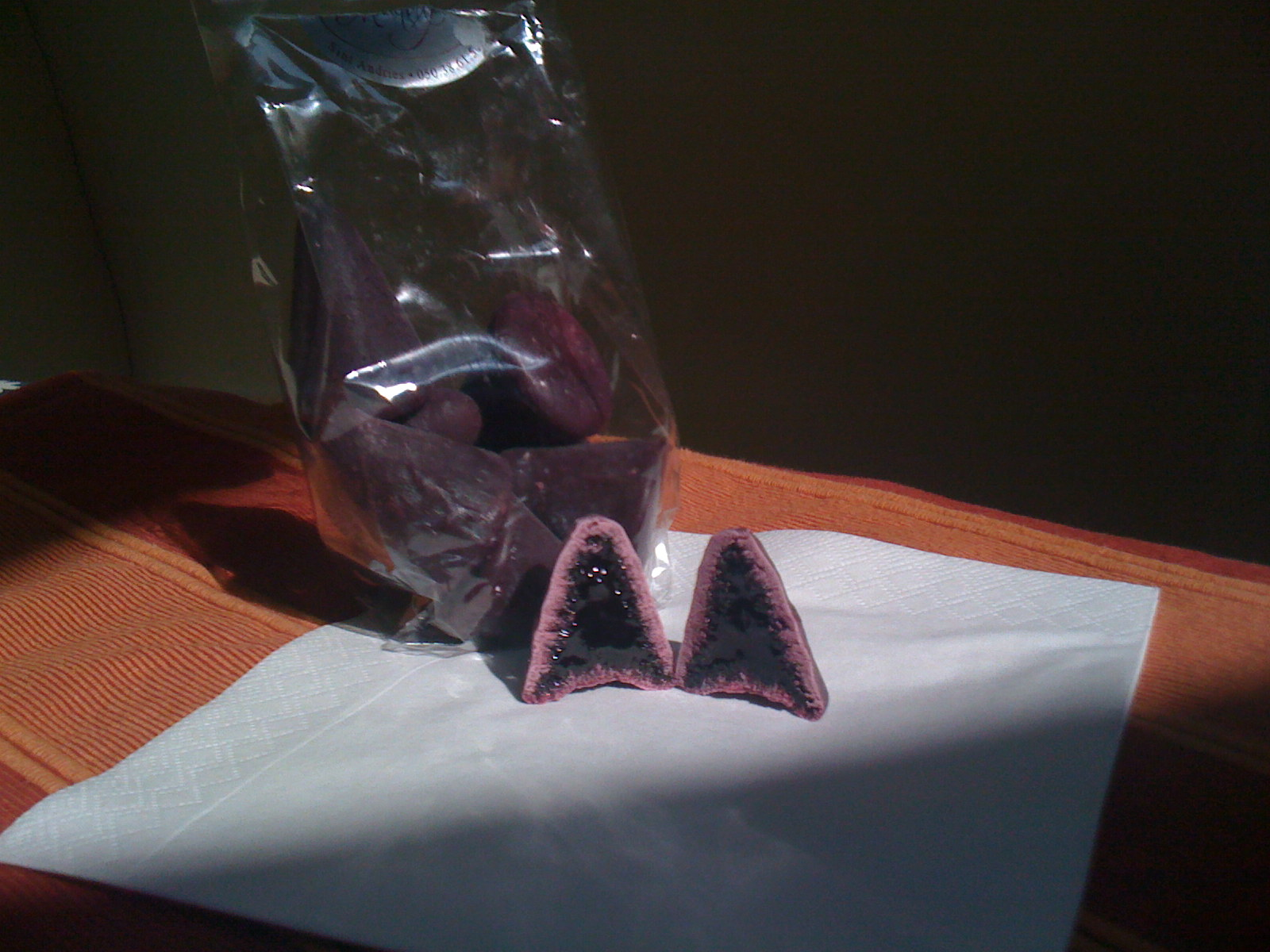
Cuberdon

El cuberdon es un tipo de dulce belga, elaborado de almíbar y de goma arábiga y originalmente aromatizado con frambuesa. El bombón también se conoce en la región flamenca como "neuzeke" (Es: nariz) o en la región francófona como "chapeau de curé" (Es: sombrero del sacerdote). Los cuberdons están reconocidos como producto regional belga.

## Historia
A causa de una escasez de goma arabiga durante la Segunda Guerra Mundial, el cuberdon casi cayó en el olvido. En 1946 la importación de goma arábiga se reanudó pero pocos confiteros recordaron la receta original. Actualmente, la composición del cuberdon sigue siendo un secreto bien guardado por una élite de especialistas. La receta original del cuberdon ya no se puede recuperar. Además reina la incertidumbre sobre el origen de la denominación del cuberdon. Algunos dicen que el cuberdon provendría de Flandes donde la palabra kuper significó cónico. Otros pretenden que un sacerdote belga inventó el bombón en el siglo XIX. De ahí su apodo chapeau du curé que significa sombrero del sacerdote en español.

## Descripción
Los bombones clásicos tienen una forma cónica y se parecen algo a una nariz o a un sombrero. Los cuberdon tienen una anchura de aproximadamente 2,5 centímetros y un peso de entre 10 y 18 gramos. Muchas veces los bombones tienen un color rojizo o cárdeno. Los cuberdons originales están aromatizados a la frambuesa pero a lo largo de los años los productores desarrollaron nuevos perfumes y colores.
Los siguientes 22 gustos y colores se añadieron al cuberdon original a la frambuesa: fresa, cereza, bergamota, limón, plátano, piña, coco, mandarina, vainilla, cola, canela, melón, naranja, melocotón, manzana, pera, kiwi, arándano, lavanda, anís, menta, violeta.

## Limitada conservabilidad
Un cuberdon se come lo más fresco posible. Un cuberdon fresco tiene una corteza fina, ligeramente sacarificada alrededor de un viscoso corazón de almíbar. Después de tres semanas la corteza fina espesa hasta que no queda almíbar al interior del dulce.
A causa de este fenómeno, el cuberdon tiene una limitada conservabilidad de solamente 3 semanas. Esta limitada conservabilidad impide la exportación al extranjero o la venta en los grandes almacenes. Por eso el 70% de los cuberdons belgas se vende en ferias o en mercados locales.
- Datos: Q1142939
- Multimedia: Cuberdon / Q1142939